# Richard James Cushing

Richard James kardinál Cushing (24. srpna 1895 South Boston – 2. listopadu 1970) byl americký katolický prelát, třetí arcibiskup bostonský (1944–1970). V roce 1958 byl jmenován kardinálem.

## Biografie
Richard Cushing se narodil v South Bostonuirským přistěhovalcům, Patrickovi a Mary (rozené Dahill) Cushingovým. Studoval na Boston College a poté v St. John's Seminary in Brightonu. Kněžské svěcení obdržel 26. května 1921 z rukou bostonského arcibiskupa, kardinála O'Connella. Poté pastoračně působil v Bostonu, zastával pozici zástupce ředitele (1922–1929) a ředitele (1929–1944) Společnosti pro propagaci víry. 14. května 1939 obdržel titul monsignore.
10. června 1939 byl jmenován pomocným biskupem bostonské arcidiecéze a titulárním biskupem melským. Biskupské svěcení obdržel 29. června téhož roku. Za biskupské heslo si vybral: Ut Cognoscant Te („That they may know thee“).
Po smrti kardinála O'Connella se Cushing stal 25. září 1944 třetím arcibiskupem bostonským. Jako arcibiskup se zajímal o politiku, byl přítelem Kennedyových a prosazoval navázaní čilých obchodních styků mezi USA a Francovým Španělskem. Exkomunikoval jezuitu Leonarda Feeneyho pro jeho výklad a prosazování zásady Extra Ecclesiam nulla salus (není spásy mimo Církev).
V roce 1958 byl Cushing jmenován kardinálem. V roce 1963 se zúčastnil konkláve, které zvolilo papeže Pavla VI. Účastnil se druhého vatikánského koncilu a hrál klíčovou roli v prosazování a schvalování dokumentu Nostra Aetate.
8. září 1970, po 25 letech služby, rezignoval Cushing na svůj arcibiskupský úřad, necelé dva měsíce poté pak zemřel na rakovinu.
| 3. arcibiskup bostonský             | 3. arcibiskup bostonský         | 3. arcibiskup bostonský           |
| ----------------------------------- | ------------------------------- | --------------------------------- |
| Předchůdce: William Henry O'Connell | 1944–1970 Richard James Cushing | Nástupce: Humberto Sousa Medeiros |